# 51è Festival Internacional de Cinema de Canes
El 51è Festival Internacional de Cinema de Canes es va dur a terme del 13 al 24 de maig de 1998, i el director, productor i guionista estatunidenc Martin Scorsese va ser president del jurat. La Palma d'Or fou atorgada a la pel·lícula grega Mia aioniotita kai mia mera de Theo Angelopoulos.
El festival va obrir amb Primary Colors, dirigida per Mike Nichols, i va tancar amb Godzilla, dirigida per Roland Emmerich. Isabelle Huppert va ser la mestressa de cerimònies.
En 1998 es van afegir dues seccions noves a la Selecció oficial, Un Certain Regard i Cinéfondation. L'objectiu de la secció Cinéfondation és donar suport a la creació d'obres de cinema al món i contribuir a l'entrada dels nous guionistes en el cercle de les celebritats. Per a això, es seleccionen entre quinze i vint mig i curtmetratges d'estudiants de les escoles de cinema d'arreu del món i els tres millors són guardonats per la Cinéfondation i pel Jurat dels Curtmetratges. La secció Un Certain Regard "premia els joves talents i fomenta treballs innovadors i audaços presentant una de les pel·lícules amb una subvenció que ajudi a la seva distribució a França". Lulu on the Bridge, dirigida per Paul Auster, va obrir la secció Un Certain Regard.

## Jurat

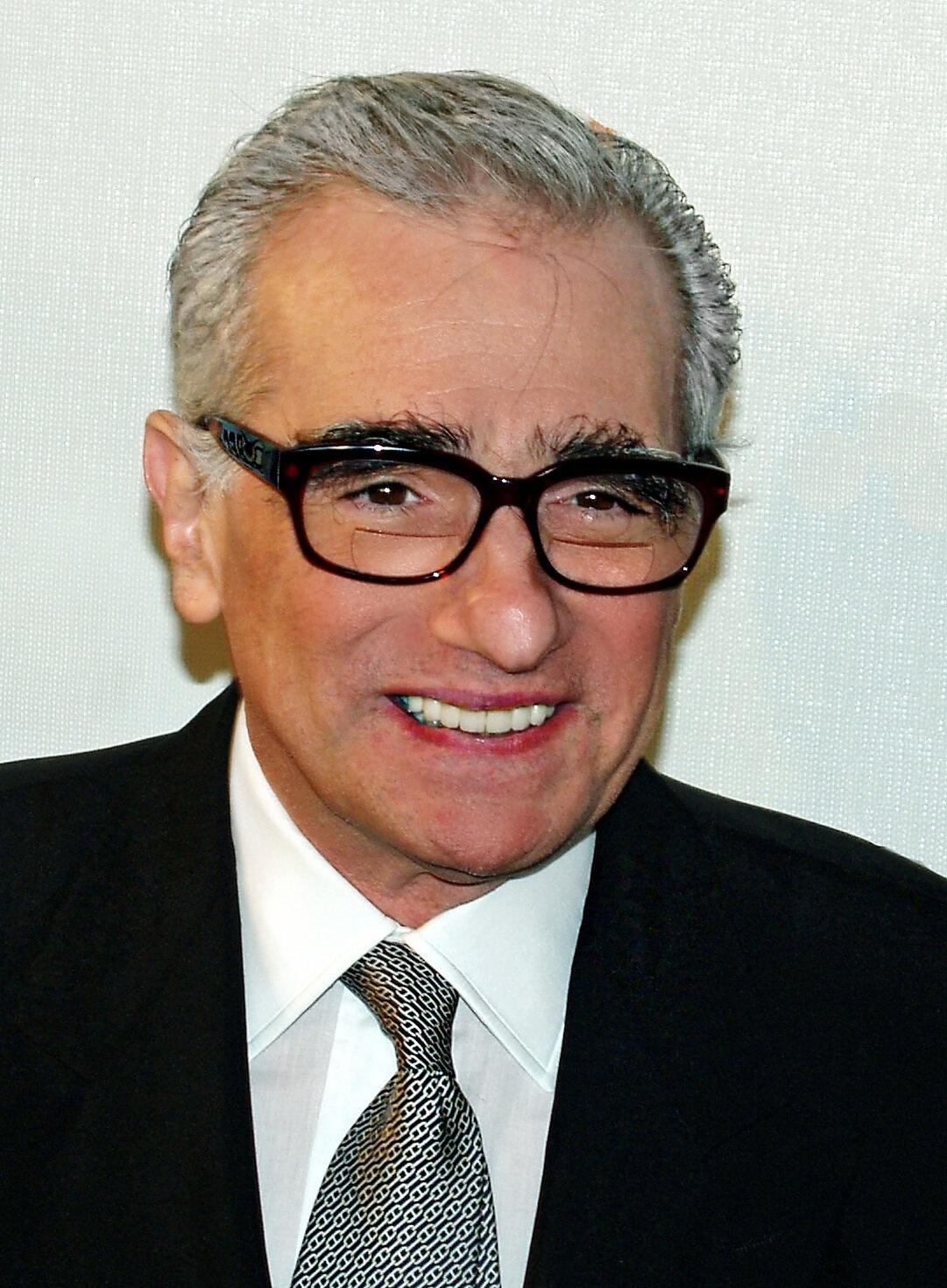
Martin Scorsese, president del jurat

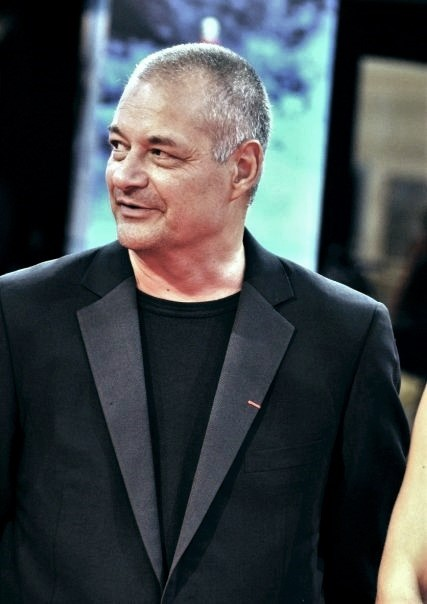
Jean-Pierre Jeunet, president del jurat de Curtmetratges i Cinéfondation

### Competició principal
Les següents persones foren nomenades per formar part del jurat de la competició principal en l'edició de 1998:
- Martin Scorsese (EUA) President
- Alain Corneau (França)
- Chiara Mastroianni (França, Itàlia)
- Chen Kaige (Xina)
- Lena Olin (Suècia)
- MC Solaar (França)
- Michael Winterbottom (Anglaterra)
- Sigourney Weaver (EUA)
- Winona Ryder (EUA)
- Zoé Valdés (Cuba)

### Un Certain Regard
Les següents persones foren nomenades per formar part del jurat de la secció Un Certain Regard de 1998:
- Jacques Mandelbaum
- Luc Honorez
- Pierre Murat
- Thierry Gandillot

### Cinéfondation i curtmetratges
Les següents persones foren nomenades per formar part del jurat de la secció Cinéfondation i de la competició de curtmetratges:
- Jean-Pierre Jeunet (França) President
- Jaco Van Dormael (Bèlgica)
- Emmanuelle Béart (França)
- Arnaud Desplechin (França)
- Ángela Molina (Espanya)

### Càmera d'Or
Les següents persones foren nomenades per formar part del jurat de la Càmera d'Or de 1998:
- Anh Hung Tran (director) President
- Bernard Maltaverne (administració)
- Charlie Van Damme (Director de fotografia)
- Derek Malcom (crític)
- Emmanuela Martini (crític)
- Jacques Poitrenaud (director)
- Marcel Martin (crític)
- Pierre Salvadori (director)

## Selecció oficial

### En competició – pel·lícules
Les següents pel·lícules competiren per la Palma d'Or:
- Aprile de Nanni Moretti
- Festen de Thomas Vinterberg
- Claire Dolan de Lodge Kerrigan
- La classe de neige de Claude Miller
- Dance Me to My Song de Rolf de Heer
- La vie rêvée des anges d'Erick Zonca
- Mia aioniotita kai mia mera de Theodoros Angelopoulos
- Fear and Loathing in Las Vegas de Terry Gilliam
- Hai shang hua de Hou Hsiao-hsien
- Corazón iluminado de Héctor Babenco
- The General de John Boorman
- The Hole de Tsai Ming-liang
- Henry Fool de Hal Hartley
- Idioterne de Lars von Trier
- Illuminata de John Turturro
- Khrustalyov, mashinu! d'Aleksei German
- La vita è bella de Roberto Benigni
- My Name Is Joe de Ken Loach
- L'école de la chair de Benoît Jacquot
- Ceux qui m'aiment prendront le train de Patrice Chéreau
- Velvet Goldmine de Todd Haynes
- La vendedora de rosas de Víctor Gaviria

### Un Certain Regard
Les següents pel·lícules foren seleccionades per competir a Un Certain Regard:
- All the Little Animals de Jeremy Thomas
- The Apostle de Robert Duvall
- La Pomme de Samira Makhmalbaf
- Un 32 août sur terre de Denis Villeneuve
- Daun di Atas Bantal de Garin Nugroho
- El evangelio de las maravillas d'Arturo Ripstein
- À vendre de Laetitia Masson
- The Impostors de Stanley Tucci
- Larmar och gör sig till d'Ingmar Bergman
- Island, Alicia de Ken Yunome
- Tueur à gages de Darezhan Omirbaev
- Kleine Teun d'Alex van Warmerdam
- Louise (Take 2) de Siegfried
- Love is the Devil de John Maybury
- Lulu on the Bridge de Paul Auster
- The Man Who Couldn't Open Doors de Paul Arden
- Os mutantes de Teresa Villaverde
- Un soir après la guerre de Rithy Panh
- Szenvedély de György Fehér
- Plätze in Städten d'Angela Schanelec
- Gangwon-do ui him de Hong Sang-soo
- Teatro di guerra de Mario Martone
- O Rio do Ouro de Paulo Rocha
- Kurpe de Laila Pakalniņa
- Dis-moi que je rêve de Claude Mouriéras
- Tokyo Eyes de Jean-Pierre Limosin
- Zero Effect de Jake Kasdan

### Pel·lícules fora de competició
Les següents pel·lícules foren seleccionades per ser projectades fora de competició:
- Inquietude de Manoel de Oliveira *
- Blues Brothers 2000 de John Landis
- Dark City d'Alex Proyas *
- Godzilla de Roland Emmerich
- Goodbye Lover de Roland Joffé *
- Kanzo Sensei de Shohei Imamura *
- Primary Colors de Mike Nichols
- Tango, no me dejes nunca de Carlos Saura *

* Exhibicions especials

### Cinéfondation
Les següents pel·lícules foren seleccionades per ser projectades a la competició Cinéfondation:
- Blue City de David Birdsell
- Deer Men de Saara Saarela
- Die Weiche de Chrys Krikellis
- Doom and Gloom de John McKay
- The First Sin de Fahimeh Sorkhabi
- Inside the Boxes de Mirjam Kubescha
- Jakub d'Adam Guzinski
- Kal d'Ivaylo P. Simidchiev
- Mangwana de Manu Kurewa
- One Eye de Liana Dognini
- Fotograf d'Alexander Kott
- Ratapenkan Ruusu de Hanna Maylett
- The Sheep Thief d'Asif Kapadia
- Léto - cas dlouhých letu de Ramunas Greicius
- Sentieri selvaggi de Susanna Grigoletto

### Curtmetratges en competició
Els següents curtmetratges competien per Palma d'Or al millor curtmetratge:
- 9'8 M/S2 d' Alfonso Amador, Nicolas Mendez
- Balkanska Ruleta de Zdravko Barisic
- Enfant, Gribouillage, Photos de Famille de Jun-hong Lin
- Fetch de Lynn-Maree Danzey
- Gasman de Lynne Ramsay
- Happy Birthday to Me de Martin Mahon
- Horseshoe de David Lodge
- I Want You de Gregory Quail
- Kiyida d'Ebru Yapici
- L'Interview de Xavier Giannoli
- Skate d'Eun-Ryung Cho

## Seccions paral·leles

### Setmana Internacional dels Crítics
Els següents llargmetratges van ser seleccionats per ser projectats per a la trenta setena Setmana de la Crítica (37e Semaine de la Critique):
Pel·lícules en competició
- Postel d'Oskar Reif (República Txeca)
- Palwolui Keuriseumaseu de Hur Jin-Ho (Corea)
- Seul contre tous de Gaspar Noé (França)
- Memory and desire de Niki Caro (Nova Zelanda)
- De Poolse bruid de Karim Traïdia (Països Baixos)
- Sitcom de François Ozon (França)
- Torrente, el brazo tonto de la ley de Santiago Segura (Espanya)

Curtmetratges en competició
- Brutalos de Christophe Billeter, David Leroy (Suïssa)
- Loddrett, Vannrett de Erland Øverby (Noruega)
- Flight de Sim Sadler (Estats Units)
- Der Hausbesorger de Stephan Wagner (Àustria)
- Milk de Andrea Arnold (U.K.)
- Por un infante difunto de Tinieblas González (Espanya)
- The Rogers' Cable de Jennifer Kierans (Canadà)

### Quinzena dels directors
Les següents pel·lícules foren exhibides en la Quinzena dels directors de 1998 (Quinzaine des Réalizateurs):
- Babyface de Jack Blum
- Cantique de la racaille de Vincent Ravalec
- Chacun pour soi de Bruno Bontzolakis
- Disparus de Gilles Bourdos
- Happiness de Todd Solondz
- Head On de Ana Kokkinos
- High Art de Lisa Cholodenko
- Hinterland (L'Arrière pays) de Jacques Nolot
- L'homme qui rit de Paul Leni
- Laisse un peu d'amour de Zaïda Ghorab-Volta
- Last Night de Don McKellar
- Le Nain rouge de Yvan Le Moine
- La Parola amore esiste de Mimmo Calopresti
- Pro uródov i liudei d'Aleksei Balabànov
- Requiem d'Alain Tanner
- Slam de Marc Levin
- Slums Of Beverly Hills de Tamara Jenkins
- Areumdaun sijeol de Kwangmo Lee
- The Stringer de Paul Pawlikowski
- La Vie Sur Terre de Abderrahmane Sissako
- West Beyrouth de Ziad Doueiri

Curtmetratges
- A table d'Idit Cébula (19 min.)
- Le Bleu du ciel de Christian Dor (25 min.)
- Les corps ouverts de Sébastien Lifshitz (47 min.)
- Electrons statiques de Jean-Marc Moutout (25 min.)
- Les Pinces à linge de Joël Brisse (23 min.)
- Rue bleue de Chad Chenouga (24 min.)

## Premis

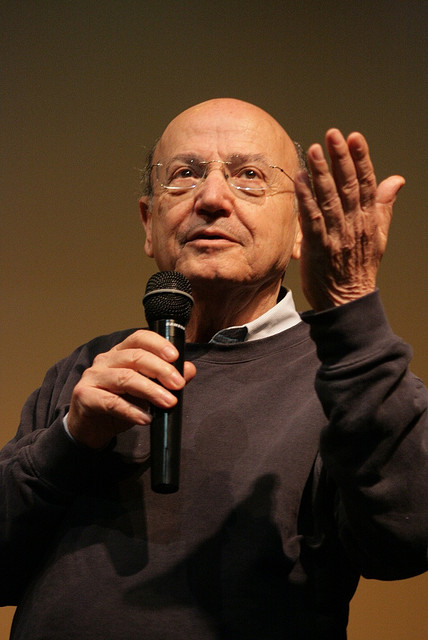
Theodoros Angelopoulos, guanyador de la Palma d'Or de l'any.

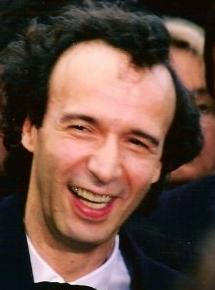
Roberto Benigni, guanyador del Gran Prix

### Premis oficials
Els guardonats en les seccions oficials de 1998 foren:
- Palma d'Or: Mia aioniotita kai mia mera de Theodoros Angelopoulos
- Grand Prix: La vita è bella de Roberto Benigni
- Millor director: John Boorman per The General
- Millor guió: Henry Fool de Hal Hartley
- Millor actriu: Élodie Bouchez i Natacha Régnier per La vie rêvée des anges
- Millor actor: Peter Mullan per My Name Is Joe
- Millor contribució artística: Velvet Goldmine de Todd Haynes
- Premi del Jurat: 
  - Festen de Thomas Vinterberg
  - La classe de neige de Claude Miller

Un Certain Regard
- Premi Un Certain Regard: Tueur à gages de Darezhan Omirbayev

Cinéfondation
- Primer premi: Jakub de Adam Guzinski
- Segon premi: The Sheep Thief d'Asif Kapadia
- Tercer premi: Mangwana de Manu Kurewa

Càmera d'Or
- Caméra d'Or: Slam de Marc Levin

Curtmetratges
- Palma d'Or al millor curtmetratge: L'interview de Xavier Giannoli
- Premi del Jurat: Horseshoe de David Lodge i Gasman de Lynne Ramsay

### Premis independents
Premis FIPRESCI
- The Hole de Tsai Ming-liang (En competició)
- Happiness de Todd Solondz (Quinzena dels Directors)

Commission Supérieure Technique
- Gran Premi Tècnic: Vittorio Storaro (fotografia) a Tango, no me dejes nunca[20]

Jurat Ecumènic
- Premi del Jurat Ecumènic: Mia aioniotita kai mia mera de Theodoros Angelopoulos
- Jurat Ecumènic – Premi especial: Ingmar Bergman[22]

Premi de la Joventut
- - Pel·lícula estrangera: Last Night de Don McKellar
  - Pel·lícula francesa: L'arrière pays de Jacques Nolot

Premis en el marc de la Setmana Internacional de la Crítica
- Premi Mercedes-Benz: Seul contre tous de Gaspar Noé
- Premi Canal+: Por un infante difunto de Tinieblas González
- Grand Golden Rail: De Poolse bruid de Karim Traïdia
- Small Golden Rail: Loddrett, Vannrett d'Erland Øverby

Premis en el marc de la Quinzena dels Directors
- Premi Kodak al curtmetratge: Les corps ouverts de Sébastien Lifshitz i Rue bleue de Chad Chenouga
- Premi Gras Savoye: Rue bleue de Chad Chenouga

Association Prix François Chalais
- Premi François Chalais: West Beyrouth de Ziad Doueiri[23]

## Mèdia
- INA: Obertura del festival de 1998 ((francès))
- INA: Llista de guanyadors del festival de 1998 ((francès))